# Jakuk
Jakuk – dawna palestyńska wieś, która została wyludniona przez wojska izraelskie podczas wojny domowej w Palestynie, 1 maja 1948. Znajdował się 12,5 km na północ od Tyberiady.

## Historia
Najwcześniejsza wzmianka zawierająca nazwę Jakuk znajduje się w tekście autorstwa rabina Jakuba, emisariusza Jesziwy rabina Jehiela z Paryża z 1257.
Według danych z 1945 roku Jakuk liczyło 210 mieszkańców, a łączna powierzchnia miejscowości wynosiła 8507 dunamów. Z tego 1010 dunamów wykorzystano na uprawę zboża, kolejne 24 dunamy były nawadniane lub wykorzystywane do sadów, podczas gdy 13 dunamów stanowiło obszar zabudowany.

Po zajęciu przez Izrael w maju 1948 roku, wieś została wykorzystana jako miejsce szkoleń dla armii izraelskiej, aż została zrównana z ziemią w 1968. Palestyński historyk Walid Chalidi tak opisał to miejsce w 1992:

Kamienny gruz pokrywa całe miejsce. W środku jest jedna palma i gaj oliwny na skraju. Część otaczającej ziemi jest uprawiana przez Izraelczyków, podczas gdy pozostała część jest wykorzystywana jako obszar wypasu. Kanał, który przechodzi na zachód jest własnością Izraelskiego Narodowego Przewoźnika Wodnego, który przenosi wodę z Jeziora Tyberiadzkiego do centralnych równin przybrzeżnych.